# ゲートシティ大崎
ゲートシティ大崎（ゲートシティおおさき）は、東京都品川区大崎1丁目の大崎駅東口周辺にある複合再開発施設である。大崎駅東口第2地区市街地再開発組合により建設された。

## 概要
建設に当たっては1984年に準備組合が設立。しかし、バブル崩壊によって何度も計画を見直すなど苦悩があった。完成までには15年を要し、1999年2月10日にグランドオープン。大崎ニューシティと並ぶ大崎副都心の再開発の施設でもある。総事業費は約1600億円。企業活動の中心地であるため、オフィスとセミナー用ホールが中心的な機能であるが、スーパーやレストラン街なども併設されており、簡単な買物や昼食・夕食，宴会などを行うことが出来る。
超高層オフィスビル「イースト・ウエストタワー」と商業施設（ゲートシティプラザ）などからなる。高さは98m（ウエスト）と108.8m（イースト）。先行して竣工した大崎ニューシティとは、ペデストリアンデッキで連絡し大崎駅と直結している。多くの人が共用する低層階は、大理石調の高級感溢れる内装と併せて水流や草木も取り入れ、巨大なアトリウムも設けるなど、非常に革新的なデザインとなっている。
管理・運営は三井不動産。

## 構成施設
- ウエストタワー ・イーストタワー

航空法による制限のため高さ137mを超えられない計画敷地の条件を生かして、高さによらず、洗練された形態を特徴とする、四角形、八角形、十字形を組み合わせたツインタワーのデザインが生まれた。このデザインによって、周辺地域への日影、圧迫感、風害などの悪影響を大幅に軽減している。
- 住居棟（ゲートシティ大崎サウスパークタワー）

地下2階、20階建て。SRC造。柔らかな曲線で構成した総戸数157戸の共同住宅。
- 事務所併設工場棟

地上3階建て。RC造。ここで以前から操業を続けてきた3社の事務所併設工場棟として建てられる。日刊競馬新聞社本社などが入る。
- 清掃事務所棟

地下2階、地上4階建て。RC造。三角の平面形の中心に光庭があり、品川区清掃事務所が入る。
- 地下施設

容量1万tの蓄熱槽を含む電気方式のDHCプラントや東京電力地域変電所などのほか、駐車場がある。
- ゲートシティホール・ルーム

ウエストタワー1階から地下1階に設けられたホール、ルーム。ホールは最大で400席を収容可能。ルームは4部屋を設置。
- サンクンガーデン

山手通りから階段を下って、地下1階のアトリウムへとつながる三角形の地下広場。南仏プロヴァンスデザインでまとめられ、屋根瓦もプロヴァンス瓦を輸入し、噴水、置物、金物、照明は現地から調達した。
- アトリウム

五層吹き抜けのアトリウム。イベントなどが開催される。
- ノースガーデン・日本庭園

フォリーがあるほか山桜が植えられ、日本庭園では滝が流れる。
- 居木橋公園

サウスパークタワーの足元に整備された公園。入り口にはくじらのオブジェが置かれ、子ども向けの遊具も多数配置されている。

## 入居テナント

### 商業施設
イーストタワー
- スターバックス
- 第一園芸
- JINS
- ローソン（1階と地下アトリウムに1店舗ずつ。また本社も入居）
- マクドナルド
- チェゴヤ
- 北海道
- HITOJI
- 富士ライフツーリスト
- オリーブの木
- 成城石井

ウェストタワー
- パタゴニア
- トモズ
- ファミリーマート
- ほけん百花
- 大戸屋ごはん処
- おおさき季膳房
- 日本海庄や
- 麻布茶房
- トレスカリーニ
- ザ・ブッフェスタイル　ロオジ
- ドトールコーヒーショップ
- ドコモショップゲートシティ大崎店
- ゲートシティ大崎郵便局
- てもみん
- MANO MAGIO
- 梅蘭

### ゲートシティ大崎に本社を構える主な企業
イーストタワー
- インフィニオン・テクノロジーズ
- アドビ
- コムチュア
- JFE鋼板
- セメダイン
- 富士電機（受付14階）
  - 富士オフィス&ライフサービス

- オイシックス・ラ・大地
- ローソン（受付3階）
  - ローソンエンタテインメント（旧ローソンHMVエンタテイメント）
    - ユナイテッド・シネマ

ウエストタワー
- 日本製鋼所
- 三井金属鉱業
- 三井共同建設コンサルタント（本社、東京支社）
- フェリカネットワークス
- サンリオ（受付14階）
- 日立システムズ（本社第二別館）
- 東芝テック
- シーメンス
- ANAテレマート
- フィックスターズ
- 日本キヤリア

## ロケ地
五層吹き抜けのアトリウムが印象的なこのビルは、テレビドラマに度々登場。『僕と彼女と彼女の生きる道』、『パーフェクトラブ!』、『ロング・ラブレター〜漂流教室〜』（以上、フジテレビ系）などのロケ地として使われた。